# Обсерваторія Егейського університету
Обсерваторія Егейського університету (тур. Ege Üniversitesi Gözlemevi, англ. Ege University Observatory) — астрономічна обсерваторія в Туреччині, підпорядкована кафедрі астрономії та космічних наук факультету природничих наук Егейського університету. Працює з 1965 року. Розташована в Курудазі в 10 км на схід від Ізміра. Головна будівля знаходиться на висоті 632 м, а телескопи — на висоті 800 м. Станом на 2013 рік в обсерваторії працювали 17 наукових співробітників та 7 асистентів.

## Історія
Незабаром після організації кафедри астрономії Егейського університету в 1963 році був розроблений проєкт створення обсерваторії. Місцем для обсерваторії було обрано Курудаг, місце далеко від міського світлового забруднення, але на відстані всього 17 км до університетського містечка. Першими приладами обсерваторії були 15-сантиметровий телескоп Юнітрон, маятник Фуко та фотометр.
Днем відкриття обсерваторії вважаєть 22 червня 1965 року.
12 серпня 2009 року обсерваторія була офіційно перейменована на Прикладний та дослідницький центр «Обсерваторія Егейського університету» (тур. Ege Üniversitesi Gözlemevi Uygulama ve Araştırma Merkezi, англ. Ege University Observatory Application and Research Center).
В 2010-і роки обсерваторії стало досягати все більше міського світла, що стало ускладнювати спостереження.

## Інструменти
Обсерваторія використовує такі телескопи:
- спектрограф діаметром 13 см (1967)
- кассегренівський телескоп діаметром 48 см (1968)
- мідівський телескоп діаметром 30 см (1999)
- мідівський телескоп діаметром 35 см (2004)
- мідівський телескоп діаметром 40 см (2004)